# Wirschinija Michajlowa
Wirschinija Michajlowa (bulgarisch Виржиния Михайлова, engl. Transkription Virzhiniya Mikhaylova, geb. Ангелова – Angelowa – Angelova; * 1. Januar 1932 in Kjustendil) ist eine ehemalige bulgarische Diskuswerferin.
1964 wurde sie Vierte bei den Olympischen Spielen in Tokio und 1966 Fünfte bei den Leichtathletik-Europameisterschaften in Budapest.
Viermal gewann sie Gold bei den Balkanspielen (1957, 1964–1966), und von 1960 bis 1965 wurde sie sechsmal in Folge nationale Meisterin.